# 飓风文斯
飓风文斯（英語：Hurricane Vince）是2005年大西洋飓风季期间于10月在东北大西洋发展形成的一个异乎寻常的热带气旋，也是这个极其活跃飓风季的第20场获得命名的风暴和第12场飓风，在通常不利于系统发展的寒冷海水行进期间仍然得以增强。
文斯源于10月8日的一个温带天气系统，在亚速尔群岛东南方向转变成亚热带风暴。美国国家飓风中心直至次日才正式将其命名为“文斯”（Vince），系统此后不久就达到飓风标准。风暴在海上减弱，于10月11日以热带低气压强度登陆伊比利亚半岛，成为继1842年西班牙颶風以来第一个登陆该半岛的热带天气系统。气旋在西班牙上空消散，给当地带去急需的降水，其残留最终进入了地中海上空。

## 气象历史
10月5日，一股正向东南方向前进到亚速尔群岛上空的锋面低压吸收了另一场亚热带风暴，美国国家飓风中心当时并没有发现这场亚热带风暴，所以实际操作上没有为其命名。吸收亚热带风暴后，低压系统获得了更为集中的环流，并且失去了锋面结构。系统逐渐发展，于10月8日清晨在亚速尔群岛的拉杰斯（Lajes）东南方向约930公里海域转变成亚热带风暴。不过，气旋这时行经洋面的水温对通常情况下热带气旋的发展非常不利，因此美国国家飓风中心决定暂时不为系统命名。风暴逐渐发展出对称性结构和暖芯这样的热带天气系统特征，于次日转变成热带风暴。这一转变过程发生在水温不到24°C的海域上空，没有达到通常情况下热带气旋发展所需的26.5°C标准。
10月9日在马德拉附近转变成热带风暴后不久，气旋中已经出现不规则的风眼，美国国家飓风中心正式将系统定名“文斯”（Vince），并开始为其发布公告。这个时候，气象部门无法确认文斯究竟是热带还是亚热带气旋，但美国国家飓风中心预报员詹姆斯··富兰克林（James L. Franklin）在季后分析中表示，文斯先是发展成亚热带风暴，并且在获得命名前就已演变成热带风暴。气旋不规则的风眼迅速巩固，集中成直径25公里、“货真价实”的风眼。这种组织结构的发展还伴随着强度的增加，气旋于当天晚上达到风速每小时120公里的最高强度，已属飓风标准。美国国家飓风中心的预报员对此表示：“如果看起来像场飓风，那它很可能就是，只是身处环境和位置都很不寻常”。
由于西向风切变开始侵蚀风眼，飓风文斯的最高强度和层次分明的组织结构都只保持了几个小时，不久后就减弱成热带风暴。风暴西北方向有广阔的下层低壓槽逼近，导致气旋下层中心加速东进，对流因此向北偏移。10月10日，文斯出现两轮对流爆发，虽然持续时间都很短，但还是让气象专家深感意外，只是由于海面温度只有22°，这种爆发无法持续。文斯在逼近伊比利亚半岛期间继续减弱，于10月11日降级成热带低气压，并在不久后从西班牙的韦尔瓦附近登陆。热带低气压迅速移动，很快就在陆地上空消散。系统残留穿过西班牙南部，给深受旱情困扰的当地带去及时雨，然后在10月12日清晨进入阿利坎特以南的地中海上空。

## 防灾措施和影响

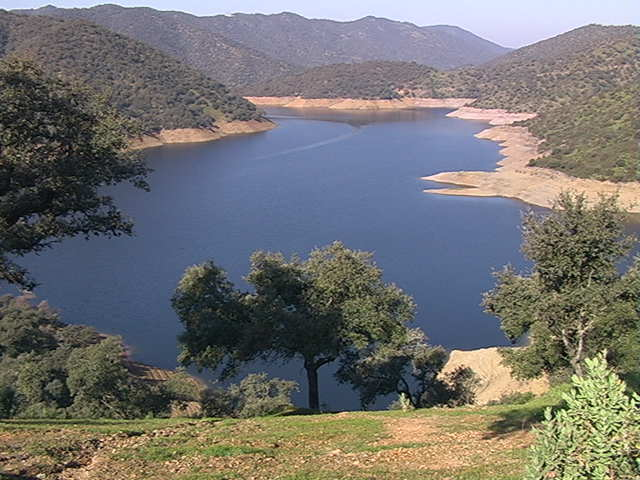
西班牙许多地方都因文斯产生的反常降水受益，位于科尔多瓦的这口水库便是其中之一。

西班牙紧急协调中心预计飓风文斯产生的降水有可能引发洪灾，因此向卡斯特利翁省发出降雨预警。西班牙气象研究所发布警报，称该国有40%的可能会出现洪灾。阿斯图里亚斯、加泰罗尼亚、卡斯蒂利亚-莱昂和加利西亚4个自治区发布洪水警报，加那利群岛发布大风警报。安达鲁西亚海岸沿线的西班牙捕鱼船队返回港口，避免在开放海域遭受风暴吹袭。
西班牙居民已在这年夏季经历过创纪录的严重旱情，他们非常高兴风暴残留能带来降水。拉科鲁尼亚省在两天里收获的降雨量就超过整个夏季的总和，省内多个水库水位也得以回升，不过，这些降雨也造成交通拥堵和轻度洪灾。-303、-306和-293号公路位于科尔多瓦省境内部分路段被淹，需驾车者“谨慎通行”。用于将科尔多瓦同附近高速公路连接起来的交通大动脉市政道路工程被洪水淹没，还有部分被毁。10月11日，拉科鲁尼亚大学入口因洪水导致暂时封闭，附近的环岛也被淹没。这些破坏的程度都很轻，没有报道表明文斯有导致人员丧生。西班牙的赫雷斯-德拉弗龙特拉测得时速77公里风力，这是陆地上对这场风暴测得的最高风速，另有一些船只测量到的风速更高。文斯产生的降雨量与温带天气系统接近，只有25到50毫米，属正常水平。美国国家飓风中心预报员詹姆斯·富兰克林在文斯的热带气旋报告中模仿音乐剧《窈窕淑女》的歌词写道：“西班牙大部分地区的降雨都不到2英寸（合50毫米），但科尔多瓦平原的降雨量有3.3英寸（合84毫米）。”

## 纪录

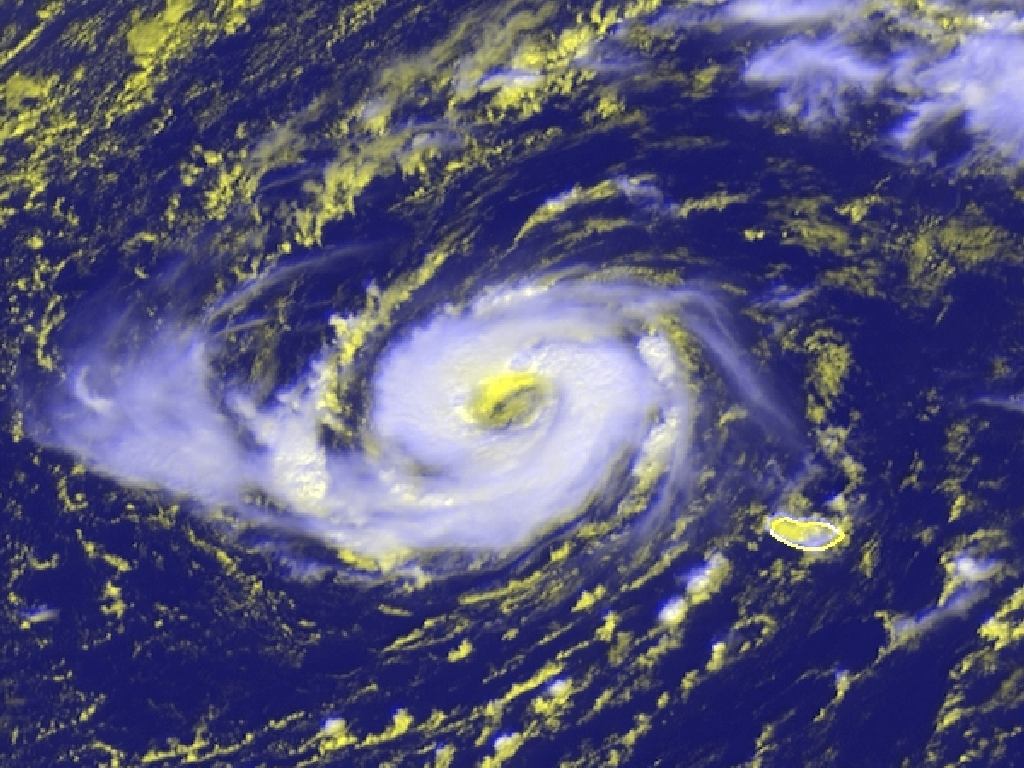
2005年10月9日位于马德拉西北方向的飓风文斯。为了便于对比，马德拉主岛（图上最大的岛）的长度约为57公里。

飓风文斯在东北大西洋发展的位置很不寻常，远离大部分热带气旋的行进区域，不过，它既非形成纬度最高、也非经度最偏东面的北大西洋热带气旋。1988年大西洋飓风季的热带风暴阿尔贝托在北纬41.5°形成，是形成位置最偏北的大西洋风暴；2020年大西洋飓风季的副热带风暴阿尔法在西经9.3°成形，是形成位置最偏东的大西洋风暴。
文斯强化成飓风的位置在西经18.9°，比任何已知风暴都更偏东面，不过此纪录已被2019年的飓风巴勃罗打破。美国国家飓风中心宣布，文斯是有纪录以来第一个登陆伊比利亚半岛的热带气旋。不过从历史文献来看，1842年10月29日有可能有另一场更为强烈的热带风暴吹袭该半岛。此外，文斯还刷新了行经位置最偏北的大西洋风暴纪录，不过此纪录已被2009年的热带风暴格雷斯打破。
文斯的亚热带风暴前身于10月8日形成，刷新了有纪录以来自然年中形成日期最早的第21场热带或亚热带风暴纪录，比之前保持纪录的1933年大西洋飓风季第21号热带风暴提早了38天之多。飓风文斯也是自1950年大西洋风暴开始获得命名以来第一个以字母开头单词命名的风暴。由于风暴没有造成重大破坏，世界气象组织没有将其名称退役。这个名称列在2011年大西洋飓风季的风暴名单中，但并没有使用。